# 新渡戶歪白蟻
新渡戶歪白蟻（學名：Pericapritermes nitobei），又稱新渡戶白蟻或新渡戶近歪白蟻，為白蟻科白蟻亞科下的物種，分布於亞洲東部至東南部，包含琉球群島、中國南部多數省分（含香港、澳門）、臺灣、中南半島、蘇門答臘、西比路島與婆羅洲。新渡戶歪白蟻為食土白蟻，其兵蟻具有不對稱型大顎，可透過累積並釋放彈性位能使大顎快速彈出，其彈出的速度可高達每秒 132 公尺（時速 475 公里），運動速度為動物界之冠。

## 大顎彈擊速度
2006 年，美國科學家測量到鋸針蟻（Odontomachus bauri）大顎每秒 64 公尺的運動速度後，僅兩年便被另一科學團隊以巴拿馬小白蟻（Termes panamaensis）的每秒 67 公尺打破紀錄，睽違十年後，也就是 2018 年，研究螞蟻的團隊再次反超，以卡迷拉迷針蟻（Mystrium camillae）的 111 公尺每秒的速度佔領最快動物的寶座，隨後，臺灣國立中興大學的團隊於 2020 年測量到新渡戶歪白蟻的大顎彈擊速度高達 132 公尺每秒，再次把螞蟻擠到第二名，為目前動物界運動速度之冠。